# Рувр-су-Мейи
Рувр-су-Мейи́ (фр. Rouvres-sous-Meilly) — коммуна во Франции, находится в регионе Бургундия. Департамент коммуны — Кот-д’Ор. Входит в состав кантона Пуйи-ан-Осуа. Округ коммуны — Бон.
Код INSEE коммуны — 21533.

## Население
Население коммуны на 2010 год составляло 97 человек.
| 1962 | 1968 | 1975 | 1982 | 1990 | 1999 | 2010 |
| ---- | ---- | ---- | ---- | ---- | ---- | ---- |
| 129  | 119  | 114  | 104  | 93   | 104  | 97   |

## Экономика
В 2010 году среди 55 человек трудоспособного возраста (15—64 лет) 41 были экономически активными, 14 — неактивными (показатель активности — 74,5 %, в 1999 году было 73,1 %). Из 41 активных жителей работали 39 человек (23 мужчины и 16 женщин), безработных было 2 (0 мужчин и 2 женщины). Среди 14 неактивных 5 человек были учениками или студентами, 8 — пенсионерами, 1 был неактивным по другим причинам.